# Чхве Мин Хо
Чхве Мин Хо (кор. 최민호?, 崔敏浩?; род. 18 августа 1980, Кимчхон, Кёнсан-Пукто) — южнокорейский дзюдоист, член национальной сборной Южной Кореи. Чемпион мира 2003 года, Олимпийский чемпион 2008 года, серебряный призёр чемпионата Азии 2002 года. Участник Олимпийских турниров дзюдо 2004 и 2008 годов. Выступает в весе до 60 кг.